# ビリオンロード
『ビリオンロード』（BILLION ROAD）は、バンダイナムコエンターテインメント（BNEI）より2018年11月29日に発売されたNintendo Switch用ゲームソフト。また、Microsoft Windows版がSteamで2020年4月17日より配信されている（英語・中国語のみ）。

## 概要
日本各地を移動してお金や物件を増やして、億万長者を目指すすごろく形式のボードゲーム。類似のゲーム性を持つ作品に『鉄道王』『桃太郎電鉄シリーズ』『ご当地鉄道 〜ご当地キャラと日本全国の旅〜』がある。
キャラクターデザインは『ジャンプ放送局』や『桃太郎シリーズ』を手掛けた土居孝幸、世界観・キャラクター設定は井沢ひろしがそれぞれ担当している。

## 作品の特色
- モードは「フリープレイ」の他に、30年勝負の「勝ち抜き戦」や3年勝負の「短期決戦」が存在する。
- プレイヤーのアバターは自ら作成できる。また、プレイヤーのイメージカラーは赤・青・緑・黄の中から自由に選択できる。ただし2人以上のプレイヤーが同じカラーを選択することはできない。
- フリープレイのプレイ人数は最大で4人で、年数は最大で99年である。
- キャラクターが自ら道路上（一部は航路上や空路上）を移動する形式である。
- 物件ジャンルは農林・食品などに分かれており、3段階まで増資が可能である。また、農林物件も売却の対象に含まれている。
- プレイヤーを手助け・妨害する要素として、アイテムやモンスターが採用されている。モンスターにはプレイヤーを手助けする「ハタラキ種」、プレイヤーに取り憑き妨害したり助けてくれたりする「トリツキ種」、全プレイヤーに損害を与える「テンテキ種」がいる。ハタラキ種は3体まで仲間にすることができる。トリツキ種は他のプレイヤーに擦り付けることができる。テンテキ種はハタラキ種を連れていることで撃退できる。